# Pierre-Jean Chalençon
Pour les articles homonymes, voir Chalencon (homonymie).
Jean-Pierre Chalençon dit Pierre-Jean Chalençon, né le 23 juin 1970 à Rueil-Malmaison, est un entrepreneur et collectionneur français. Surtout connu pour sa collection d'objets napoléoniens, il a participé à des émissions de divertissements, et s'affiche en soutien de l'extrême droite, autant au niveau national qu'international.

## Biographie

### Situation personnelle
Né à Rueil-Malmaison, Pierre-Jean Chalençon passe une partie de son adolescence à Saint-Germain-en-Laye[réf. nécessaire].
Vers l'âge de « 16 ou 17 ans », il fait la rencontre du chanteur Charles Trénet, alors âgé de 73 ans, et les deux hommes vivent un « coup de foudre ». Cette liaison, qui n'était pas du goût de l'héritier désigné du chanteur (Georges El Assidi), donnera lieu en 2005 à une biographie illustrée de Charles Trenet, mort en 2001, dans laquelle Pierre-Jean Chalençon s'y décrit comme son « confident » et « ami intime » pendant les dernières années de sa vie. Ces affirmations ont été contestées par Georges El Assidi.
Pierre-Jean Chalençon se passionne ensuite pour Napoléon : il dirige de 2006 à 2019 le cabinet d'expertise Chalençon Empire, spécialisé dans le conseil, le courtage, l'achat, la vente et le négoce d'objets de collection sur la période napoléonienne. Collectionneur d'objets liés à Napoléon Ier, il estime en 2014 que sa collection atteint 2 000 à 3 000 pièces.

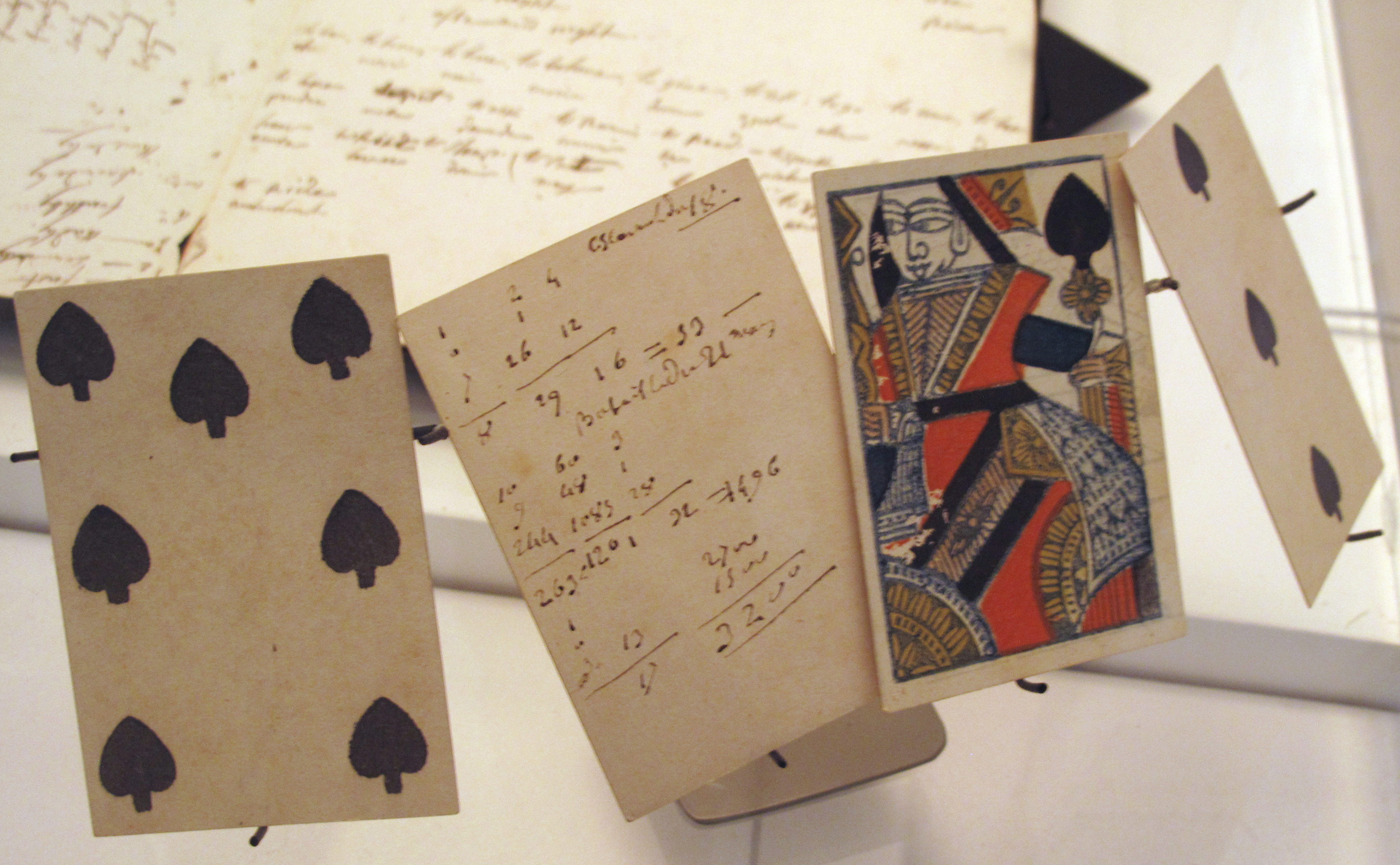
Cartes à jouer de appartenant à la collection de Pierre-Jean Chalençon.

Il fait son coming out en tant qu'homosexuel en 2018.
En 2021, il cède une partie de sa collection pour rembourser des dettes.
Il est le frère d'Isabelle Chalençon, chroniqueuse mode dans l'émission de France 2 Télématin jusqu'en février 2019,.
Rattrapé par ses frasques et ses dettes, Pierre-Jean Chalençon est contraint de vendre sa collection d'objets napoléoniens. Sotheby's annonce la vente aux enchères de 150 lots le 25 juin 2025.

### Participation à des émissions de télévision
Durant la saison 2014-2015, Pierre-Jean Chalençon intervient en tant qu'expert dans l'émission Vos objets ont une histoire, sur France 2, présentée par Charlotte de Turckheim.
Entre août 2017 et juin 2020, il est l'un des acheteurs réguliers de l'émission Affaire conclue.

## Polémiques et prises de position politique

### Anniversaire de Jean-Marie Le Pen et exclusion de la télévision
Pierre-Jean Chalençon faisait partie du groupe d'amis invités par Jean-Marie Le Pen pour des déjeuners dans sa maison de Rueil-Malmaison. S'y croisaient notamment Bruno Gollnisch, Marie d'Herbais (ex-compagne de Frédéric Chatillon et membre de l'association Civitas), Éric Hamers (diamantaire et animateur sur Radio Courtoisie), Eric Zemmour et Alexandre Simonnot (ancien secrétaire départemental du Front national) . 
Le 24 juin 2020, il est présent à la fête d'anniversaire organisée pour les 92 ans de l'ancien président et cofondateur du Front national, Jean-Marie Le Pen. Il pose notamment en compagnie du pianiste Stéphane Blet et de l'humoriste Dieudonné, tous deux déjà condamnés pour « incitation à la haine raciale ». Devant l'ampleur prise par le scandale, il décide, « en accord avec la production d’Affaire conclue », de quitter le programme de France 2,. Après avoir affirmé quitter le programme d'un commun accord avec la chaîne, il reconnaît son mensonge d'en avoir été exclu.

### Élection présidentielle de2022
Il compte parmi les personnalités présentes au premier meeting de campagne d'Éric Zemmour, pour le parti d'extrême droite Reconquête. Il vote pour ce dernier au premier tour à l'élection présidentielle de 2022[réf. nécessaire].

### Soutien à Donald Trump
Présent à la seconde investiture de Donald Trump comme président des États-Unis, en compagnie de la délégation d'extrême-droite comptant Marion Maréchal, ou encore Éric Zemmour, il déclare « Trump va nettoyer ce monde de cette folie gauchiste…. ».

## Affaires judiciaires

### Dîners clandestins (2021)
En mars et avril 2021, durant la pandémie de Covid-19, après la diffusion dans Le 1945 sur M6 d'un reportage sur des dîners clandestins se tenant dans des lieux privés à Paris, le site Arrêt sur images révèle l'existence d'un espace de restauration privatisable, le Leroy's Business Club, géré par le chef Christophe Leroy situé près de l'avenue George-V, ainsi que l'organisation de dîners privés au palais Vivienne, propriété de Pierre-Jean Chalençon.
Le 14 mars, le chef cuisinier publie sur Instagram une photographie en compagnie de Chalençon, qui invite à participer « à un moment d'exception au palais Vivienne le 1er avril pour un dîner-soirée, à partir de 17 h 45 autour d'un menu caviar et champagne ». Le port du masque y est interdit. Interrogé en caméra cachée durant le reportage, il indique avoir « dîné cette semaine dans deux ou trois restaurants clandestins, avec un certain nombre de ministres », avant que son avocat déclare à l'Agence France-Presse qu'il faisait seulement de « l'humour ».
Interrogée par Anaïs Condomines, journaliste de la rubrique CheckNews de Libération, la police judiciaire indique avoir été saisie par le procureur de la République de Paris pour mise en danger de la vie d’autrui et travail dissimulé.
Le 9 avril 2021, dans le cadre de cette affaire, Pierre-Jean Chalençon et Christophe Leroy sont placés en garde à vue au siège de la police judiciaire parisienne. Quelques jours plus tard, l'avocat de Pierre-Jean Chalençon est lui-même mis en examen pour escroquerie sur personne vulnérable.

### Saisie-vente du palais Vivienne (depuis2023)
Depuis 2015, Pierre-Jean Chalençon est gérant de la société civile immobilière du palais Vivienne. Il a acquis pour la somme de 4,5 millions d'euros un appartement de  506,41 m2 qu'il a baptisé « palais Vivienne », situé 36 rue Vivienne dans la partie latérale ouest de l'hôtel de Montmorency-Luxembourg. Pierre-Jean Chalençon possède le premier étage de cet immeuble, le reste étant occupé par des tiers.
Saisi par la justice le 3 octobre 2023 face à son incapacité à rembourser un emprunt de 10 millions d'euros contracté auprès de Swiss Life, le bien est mis aux enchères  le 23 mai 2024 par le Tribunal judiciaire de Paris. La vente forcée est finalement reportée au 21 novembre 2024, à la suite d'un recours déposé par Pierre-Jean Chalençon qualifié de dilatoire par l'avocate du créancier.
En juin 2024, le palais Vivienne change de nom et rouvre ses portes après travaux sous l'enseigne Morning Panoramas. Le lieu est désormais exploité par la société Morning, entreprise spécialisée dans l'événementiel et la mise à disposition de bureaux clés en main,.
Après plusieurs reports, le palais Vivienne est à nouveau mis aux enchères par la justice le 13 mars 2025, aucune solution n'ayant été trouvée pour honorer la créance de Swiss Life, malgré les affirmations mensongères de Pierre-Jean Chalençon,. 
La vente aux enchères est une fois encore reportée au 19 juin 2025, à la suite d'un vice de procédure.

### Plainte pour injures racistes (2024)
Le 23 juin 2024, une plainte est déposée contre Pierre-Jean Chalençon pour injure raciste, par une journaliste française d'origine marocaine au commissariat de police du 7e arrondissement de Paris. La veille, lors d'un dîner rue de Lille, au sujet de l’évocation de la condamnation pour antisémitisme de Jean-Marie Le Pen, il aurait insulté cette journaliste, « Je t'encule ! Les Arabes seront toujours des Arabes, rentre chez toi sale poufiasse » et « Ta gueule sale bougnoule, rentre chez toi ! », après l'avoir plaquée au sol, lui arrachant son téléphone des mains. À la suite de ce dépôt de plainte, le parquet de Paris annonce l'ouverture d'une enquête le 24 juin,.

## Décoration
- Chevalier de l'ordre des Arts et des Lettres (2007)[40].

## Publications
- Gérard Gengembre (avec la collab. de Pierre Jean Chalençon et David Chanteranne), Napoléon, l'empereur immortel, Paris, Éditions du Chêne, 2002, 255 p. (ISBN 2-84277-434-5).
- Patrick Rambaud (avec la collab. de Pierre-Jean Chalençon, préf. Jean Tulard, avant-propos comte Alexandre Walewski, introd. prince Napoléon), Le sacre de Napoléon, Neuilly-sur-Seine et Paris, Michel Lafon et Scali, 2004, 155 p. (ISBN 2-7499-0154-5).
- Pierre-Jean Chalençon (préf. Jacques Higelin), Charles Trenet, Paris, Scali, 2005, 144 p. (ISBN 2-35012-027-9).
- David Chanteranne (préf. Joachim Murat), Pierre-Jean Chalençon : Napoléon : la collection, Vanves, EPA, 2019, 231 p. (ISBN 978-2-37671-043-1).
- Pierre-Jean Chalençon, Appelez-moi l'empereur !, Paris, HarperCollins, 2020, 172 p. (ISBN 979-10-339-0466-3 et 979-10-339-0641-4, lire en ligne).